# Betty Mary Goetting

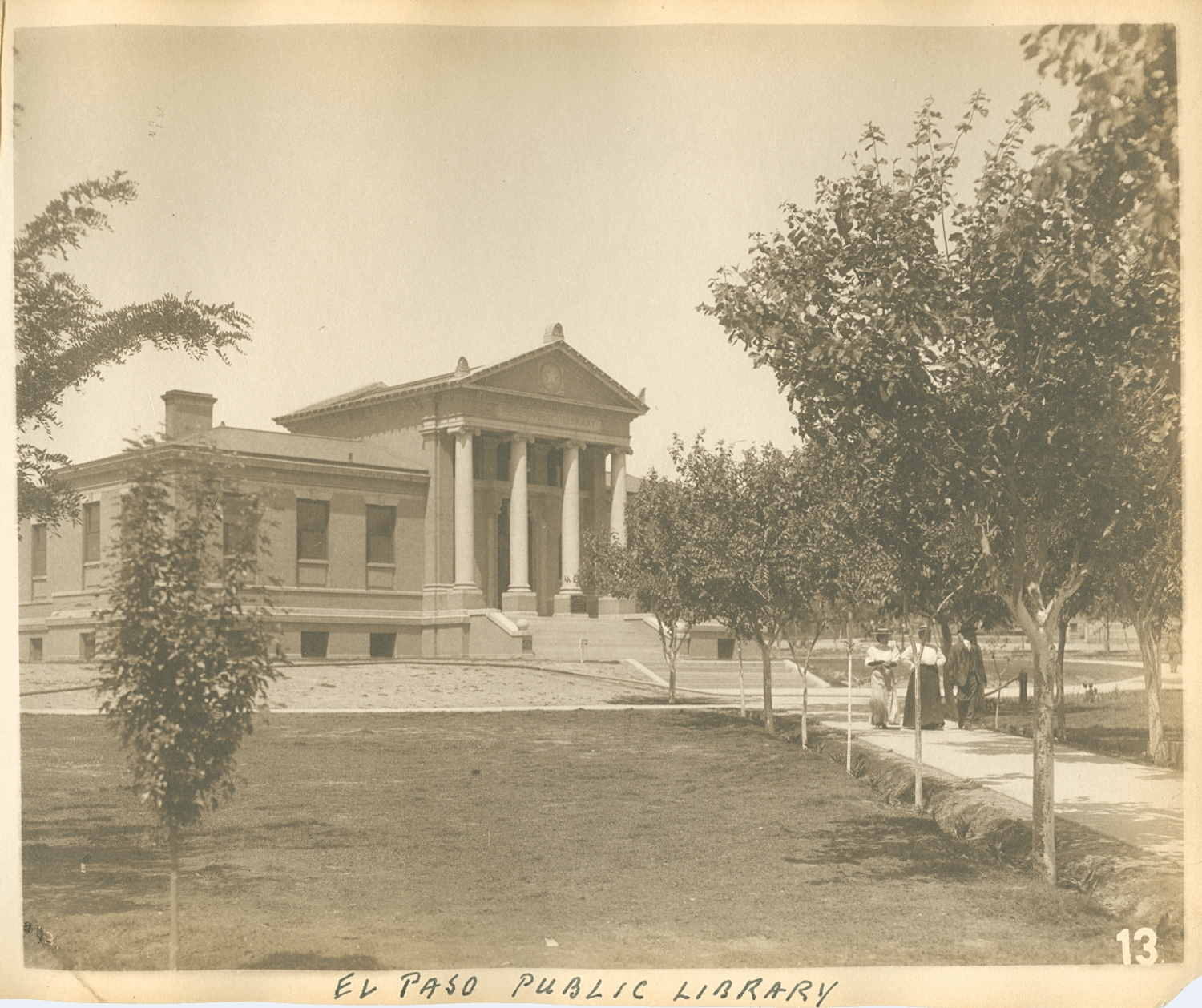
Public Library w El Paso, 1904 r.

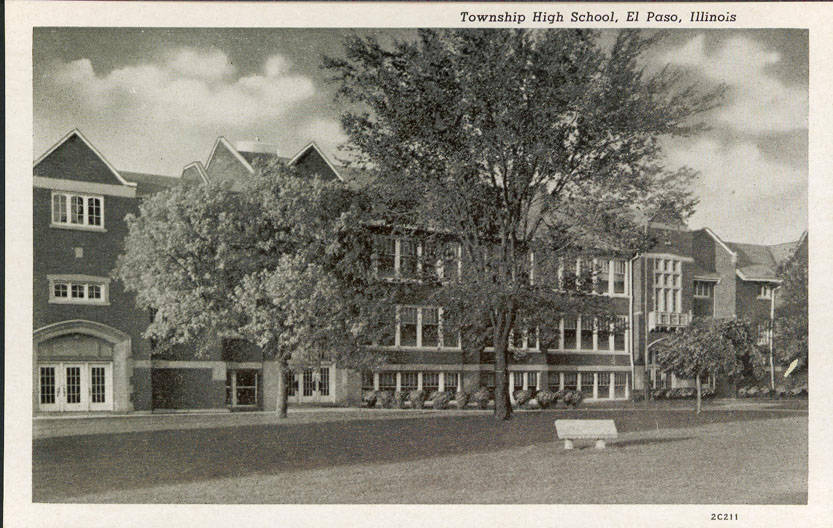
High School w El Paso, widok z 1952 r.

Betty Mary Goetting, z domu Smith (ur. 1897 w Jefferson, zm. 1980 w El Paso) – amerykańska bibliotekarka, działaczka społeczna, aktywistka na rzecz praw kobiet, założycielka oddziału Planned Parenthood w El Paso.

## Życiorys
W 1910 roku jej rodzina przeniosła się z Jefferson do El Paso; zamieszkali przy 1009 Florence Street. Betty uczęszczała najpierw do Lamar Grade School, a następnie do El Paso High School. Absolwentką tej placówki została w 1915 roku. 
W 1913 rozpoczęła pracę w El Paso Public Library Biblioteka Publiczna w El Paso, gdzie jej mentorką i przyjaciółką została Maud Durlin Sullivan, aktywistka i późniejsza przewodnicząca Texas Library Association (w latach 1923-1925).
W 1917 wyjechała do Kalifornii, aby studiować w murach Riverside Library Service School. W  tym okresie, który był czasem I wojny światowej, pomagała w działaniach pomocowych Czerwonego Krzyża.
W 1918 została zatrudniona jako asystentka New York Reference Library. Podczas pobytu w Nowym Jorku zaangażowała się w działania sufrażystek i aktywistek na rzecz świadomego macierzyństwa i antykoncepcji. 
W 1919 roku powróciła do El Paso i poślubiła Charles`a A. Goettinga. Mieli troje dzieci, z których jedno zmarło.
Od lat 20. angażowała się w działalność różnych grup, towarzystw, klubów. Były to zarówno aktywności dotyczące spędzania wolnego czasu (np. klub bryżdżowy Saturday Bridge Club lub pierwszy w El Paso book club [dyskusyjny klub miłośników książek], który założyła), jak i te związane z jej ulubioną historią (w 1926 r. uczestniczyła m.in. w założeniu History Club in El Paso) oraz inne: Daughters of the Confederacy, Daughters of the American Revolution (DAR). Została też członkiem zarządu El Paso Historical Society (EPHS) – kuratorką stowarzyszenia była przez 15 lat. Pisała też artykuły do biuletynu Passwords, wydawanego przez tę organizację.
W 1937 roku poznała feministkę i aktywistkę Margaret Sander, gdy ta miała odczyt w Paso del Norte Hote. Sander często odwiedzała Goetting w jej domu, rozmawiały o potrzebie rozmów z kobietami o świadomym macierzyństwie. Goetting zaczęła działania w kierunku otwarcia kliniki w El Paso, ale napotkała opór właścicieli nieruchomości, którzy nawet dwukrotnie podnosili czynsz po usłyszeniu informacji o przyszłym przeznaczeniu danego budynku. W końcu, z pomocą Sander, piętnastu innych kobiet, sześciu lekarzy i kilku duchownych, 27 kwietnia 1937 roku otworzyła przy 1820 East Rio Grande St. placówkę nazwaną El Paso Mother's Health Center [Centrum Zdrowia Matki w El Paso]. Hasło przewodnie działań brzmiało: „Every Child a Wanted Child”. Klinika zatrudniała całodobowo wykwalifikowaną pielęgniarkę i 12 doktorów na zmiennych dyżurach.
Klinika została później przemianowana na Planned Parenthood Center of El Paso, a w 1939 jej nazwa brzmiała El Paso Birth Control Clinic.
W ciągu niecałego roku, pomimo protestów ze strony Kościoła Katolickiego, od  swojego otwarcia klinika zaopiekowała się 731 pacjentkami (tylko w pierwszym półroczu zjawiło się ich 247). Od 1938 roku do 1939 klinika przyjęła 1140 pacjentek.
W 1938 Goetting dostała list od Sander, chwalący jej pracę.  W 1950 i w 1951 roku  była członkiem  National Planned Parenthood Board. Do roku 1954, Goetting prowadziła już trzy placówki - wszystkie afiliowane przy Planned Parenthood of America, a zlokalizowane pod nowym adresem przy Arizona Street. 
Do 1982 roku klinika przeprowadzała się jeszcze dwukrotnie, by wreszcie otrzymać nowy adres 2817 E. Yandell Dr oraz nazwę, honorującą założycielkę: Goetting Clinic.
W 1942 razem z J. Mott Rawling, współorganizowała pokaz filmowy Przeminęło z wiatrem dla (podlegającej ówcześnie segregacji rasowej) grupy mieszkańców pochodzenia Afroamerykańskiego.
W 1966 roku otrzymała National Margaret Sanger Award za zaangażowanie w rozwój idei świadomego macierzyństwa. W 1970 roku przyznano jej nagrodę za zasługi w pracy kuratora w EPHS. Do samej śmierci walczyła o prawo kobiet do dostępu do antykoncepcji. W 2009 roku jej nazwisko zostało uroczyście umieszczone przez zarząd EPHS w przestrzeni Hall of Honor [Galeria Sław]. W tym samym roku główna organizacja, Planned Parenthood, nieoczekiwanie zamknęła sześć placówek w El Paso, tłumacząc się problemami finansowymi.